# Alogolykus gracilis
Alogolykus gracilis är en mångfotingart som beskrevs av Carl Graf Attems 1936. Alogolykus gracilis ingår i släktet Alogolykus och familjen orangeridubbelfotingar. Inga underarter finns listade i Catalogue of Life.